# Melarsoprol
Melarsoprol là một loại thuốc được sử dụng để điều trị bệnh ngủ (trypanosomiasis châu Phi). Chúng được sử dụng đặc biệt cho bệnh giai đoạn thứ hai với bệnh ngủ do Trypanosoma brucei rhodesiense, lúc này bệnh ảnh hưởng tới hệ thần kinh trung ương. Nếu để đối phó với Trypanosoma brucei gambiense, thuốc eflornithine thường được ưu tiên hơn. Thuốc này được đưa vào cơ thể bằng cách tiêm tĩnh mạch.
Melarsoprol có nhiều tác dụng phụ. Tác dụng phụ thường gặp bao gồm rối loạn chức năng não, tê, phát ban, và các vấn đề về thận và gan. Ở những người thiếu hụt glucose-6-phosphate dehydrogenase (G6PD), phân giải hồng cầu cũng có thể xảy ra. Độ an toàn của chúng vẫn chưa được nghiên cứu trong thai kỳ. Thuốc hoạt động bằng cách ức chế enzyme pyruvate kinase, một loại enzyme cần thiết cho ký sinh trùng để tạo ra adenosine triphosphate.
Melarsoprol đã được sử dụng y tế từ năm 1949. Nó nằm trong danh sách các thuốc thiết yếu của Tổ chức Y tế Thế giới, tức là nhóm các loại thuốc hiệu quả và an toàn nhất cần thiết trong một hệ thống y tế. Ở các vùng trên thế giới nơi dịch bệnh hoành hàng, melarsoprol được phân phát miễn phí bởi Tổ chức Y tế Thế giới. Chúng không có sẵn ở Canada hoặc Hoa Kỳ. Tại Hoa Kỳ, thuốc này có thể lấy từ Trung tâm Kiểm soát và Phòng ngừa Dịch bệnh, trong khi ở Canada, thuốc có thể lấy từ Health Canada.